# Eugene Gaudio
Eugenio Gaudio, né le 31 décembre 1886 à Cosenza (Calabre), mort le 1er août 1920 à Los Angeles (Californie), est un directeur de la photographie italien
Membre fondateur de l'ASC, il est naturalisé américain sous le nom d’Eugene Gaudio.

## Biographie

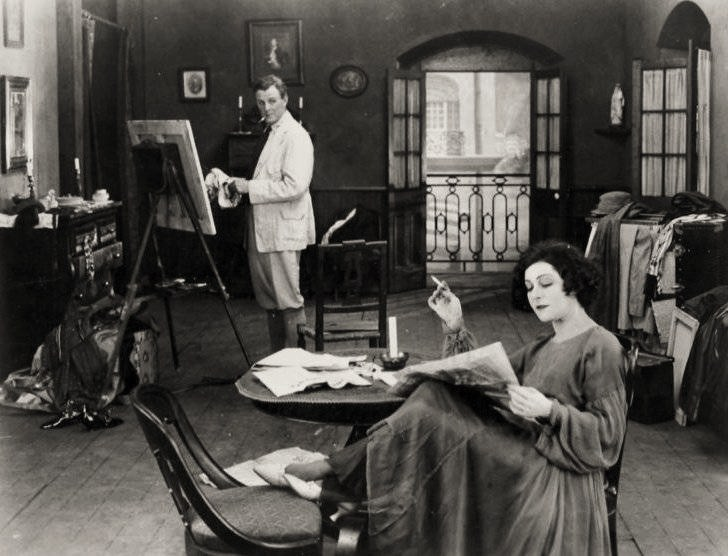
Charles Bryant et Alla Nazimova, dans Revelation (1918)

Son frère aîné Tony Gaudio (1883-1951) et lui émigrent en 1906 aux États-Unis, où ils deviennent tous deux chefs opérateurs.
Eugene Gaudio débute à ce poste sur trois films sortis en 1915 et contribue en tout à vingt-deux films muets américains. Le dernier est Life's Twist de Christy Cabanne (avec Walter McGrail, King Baggot et Claire Du Brey), sorti le 11 août 1920, dix jours après sa mort prématurée, des suites d'une appendicite.
Dans l'intervalle, il photographie notamment Alla Nazimova et Charles Bryant (mariés à la ville) dans cinq films, dont L'Occident d'Albert Capellani et Alla Nazimova (1918) et The Brat d'Herbert Blaché (version de 1919).
Mentionnons également Vingt Mille Lieues sous les mers de Stuart Paton (version de 1916, avec Howard Crampton et Jane Gail).
En 1919, Eugene Gaudio est l'un des quinze membres fondateurs de l'American Society of Cinematographers (ASC).

## Filmographie complète

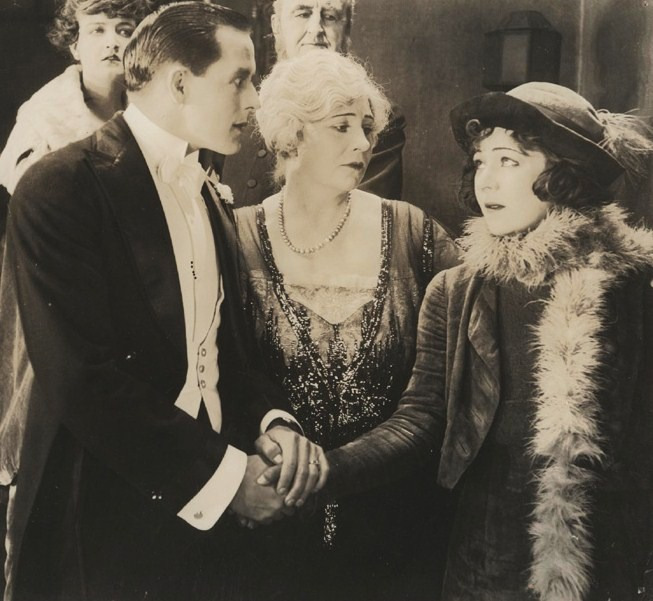
Charles Bryant, Amy Veness et Alla Nazimova, dans The Brat (1919)

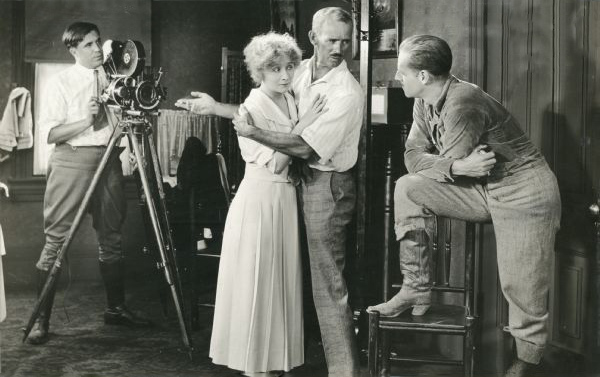
De g. à d. : Eugene Gaudio, Bessie Barriscale, Howard C. Hickman et Jack Holt, sur le tournage de Kitty Kelly, M.D. (1919)

- 1915 : The House of Fear de Stuart Paton (court métrage)
- 1915 : The White Terror de Stuart Paton
- 1915 : The House of Fear de John Ince et Ashley Miller
- 1916 : Vingt Mille Lieues sous les mers (20,000 Leagues Under the Sea) de Stuart Paton
- 1916 : Elusive Isabel de Stuart Paton
- 1918 : Revelation de George D. Baker
- 1918 : La Maison du brouillard (The House of Mirth) d'Albert Capellani
- 1918 : The Shell Game de George D. Baker
- 1918 : L'Occident (Eye for Eye) d'Albert Capellani et Alla Nazimova
- 1918 : Toys of Fate de George D. Baker
- 1918 : Une infamie (Social Hypocrites) d'Albert Capellani
- 1918 : The House of Gold d'Edwin Carewe
- 1919 : La Fin d'un roman (The Brat) de Herbert Blaché
- 1919 : Kitty Kelly, M.D. de Howard C. Hickman
- 1919 : One-Thing-At-a-Time O'Day de John Ince
- 1919 : Un cœur fidèle (The Uplifters) de Herbert Blaché
- 1919 : Hors de la brume (Out of the Fog) d'Albert Capellani
- 1919 : La Lanterne rouge (The Red Lantern) d'Albert Capellani
- 1919 : Beckoning Roads de Howard C. Hickman
- 1919 : The Man Who Stayed at Home de Herbert Blaché
- 1920 : The Luck of Geraldine Laird d'Edward Sloman
- 1920 : The Notorious Mrs. Sands de Christy Cabanne
- 1920 : Life's Twist de Christy Cabanne